# Tapukok Lake
Tapukok Lake är en sjö i Kanada.   Den ligger i provinsen Manitoba, i den centrala delen av landet, 2 100 km nordväst om huvudstaden Ottawa. Tapukok Lake ligger 322 meter över havet. Arean är 0,51 kvadratkilometer. Den ligger vid sjöarna  Kakat Mitatut Lake och Uyenanao Lake. Den sträcker sig 1,0 kilometer i nord-sydlig riktning, och 1,2 kilometer i öst-västlig riktning.
I omgivningarna runt Tapukok Lake växer i huvudsak barrskog. Trakten runt Tapukok Lake är nära nog obefolkad, med mindre än två invånare per kvadratkilometer.